# Vlag van Rijnland-Palts

Vlag van Rijnland-Palts

De vlag van Rijnland-Palts is gebaseerd op de vlag van Duitsland en bestaat derhalve uit een zwart-rood-gele driekleur. Linksboven in de vlag, tot halverwege de rode baan, staat het wapen van Rijnland-Palts. De vlag is op 15 mei 1948 officieel aangenomen.
De vlag mag zowel door burgers (in de functie van civiele vlag en handelsvlag) als door de overheid (Landesdienstflagge) gehesen worden. De overheid van Rijnland-Palts laat de vlag doorgaans wapperen samen met de Duitse vlag en de vlag van Europa.